# Murowane (Lwiw)
Murowane (ukrainisch Муроване; russisch Мурованое Murowanoje, polnisch Laszki Murowane; früherer Name: Ljaschky-Murowani (Ляшки-Муровані)) ist ein Dorf im Zentrum der ukrainischen Oblast Lwiw mit etwa 4400 Einwohnern (2001).
Am 24. Dezember 2017 wurde das Dorf zum Zentrum der neugegründeten Landgemeinde Murowane (Мурованська сільська громада Murowanska silska hromada), zu der auch noch die 4 in der untenstehenden Tabelle aufgelistetenen Dörfer zählen. Bis dahin gehörte es zur Landratsgemeinde Soroky-Lwiwski.
Am 12. Juni 2020 wurde der Ort, welcher bis dahin im Rajon Pustomyty lag, nach dessen Auflösung ein Teil des neugegründeten Rajons Lwiw.
Folgende Orte sind neben dem Hauptort Murowane Teil der Gemeinde:
| Name                     | Name             | Name                                | Name           |
| ukrainisch transkribiert | ukrainisch       | russisch                            | polnisch       |
| ------------------------ | ---------------- | ----------------------------------- | -------------- |
| Hamalijiwka              | Гамаліївка       | Гамалиевка (Gamalijewka)            | Żydatycze      |
| Jampil                   | Ямпіль           | Ямполь (Jampol)                     | Prusy          |
| Kamjanopil               | Кам'янопіль      | Каменнополь (Kamennopol)            | Kamienopol     |
| Soroky-Lwiwski           | Сороки-Львівські | Сороки-Львовские (Soroki-Lwowskije) | Sroki Lwowskie |

Das erstmals 1454 schriftlich erwähnte Dorf in der historischen Landschaft Galizien liegt im Norden des Rajon Pustomyty.
Die Ortschaft liegt am Ufer des Flüsschens Malechiwka (Малехівка). Sie grenzt im Westen an das Dorf Malechiw und im Süden an die Oblasthauptstadt Lwiw, deren Stadtzentrum 8 km südwestlich vom Dorf liegt.